# Chaimas Buršteinas
Chaimas Buršteinas (ur. 1967 w Leningradzie) – od 2004 naczelny rabin Litwy. 

## Życiorys
Urodził się w Rosji sowieckiej w rodzinie ortodoksyjnych żydów. W 1980 rodzina złożyła wniosek o zgodę na wyjazd z ZSRR, który rozpatrzono po siedmiu latach. W okresie oczekiwania na wyjazd był dwukrotnie więziony przez KGB oraz wielokrotnie aresztowany. W 1984 uzyskał obywatelstwo izraelskie. Po przyjeździe do Palestyny podjął naukę w jesziwie "Shvut Ami" przeznaczonej dla emigrantów z ZSRR. Otrzymał smichę rabinacką z rąk naczelnego duchownego Jerozolimy Icchocka Kolica. Przez dziesięć lat pełnił posługę rabina wspólnoty Ber-Sheva. Pracował też jako nauczyciel w szkołach USA, Izraela, RFN i Rosji. 
Po powrocie do Rosji objął godność naczelnego rabina Petersburga i regionu północno-zachodniego Rosji. 
7 marca 2004 Litewska Gmina Żydowska wybrała go na urząd naczelnego rabina Litwy. W kwietniu tego samego roku osiedlił się i rozpoczął urzędowanie w Wilnie.